# Caecidotea kenki
Caecidotea kenki is een pissebed uit de familie Asellidae. De wetenschappelijke naam van de soort is voor het eerst geldig gepubliceerd in 1967 door Bowman.